# Trebendorf
Trebendorf, in alto sorabo Trjebin, è un comune di 1 058 abitanti della Sassonia, in Germania.
Appartiene al circondario (Landkreis) di Görlitz (targa GR) ed è parte della comunità amministrativa (Verwaltungsgemeinschaft) di Schleife.

## Collegamenti esterni

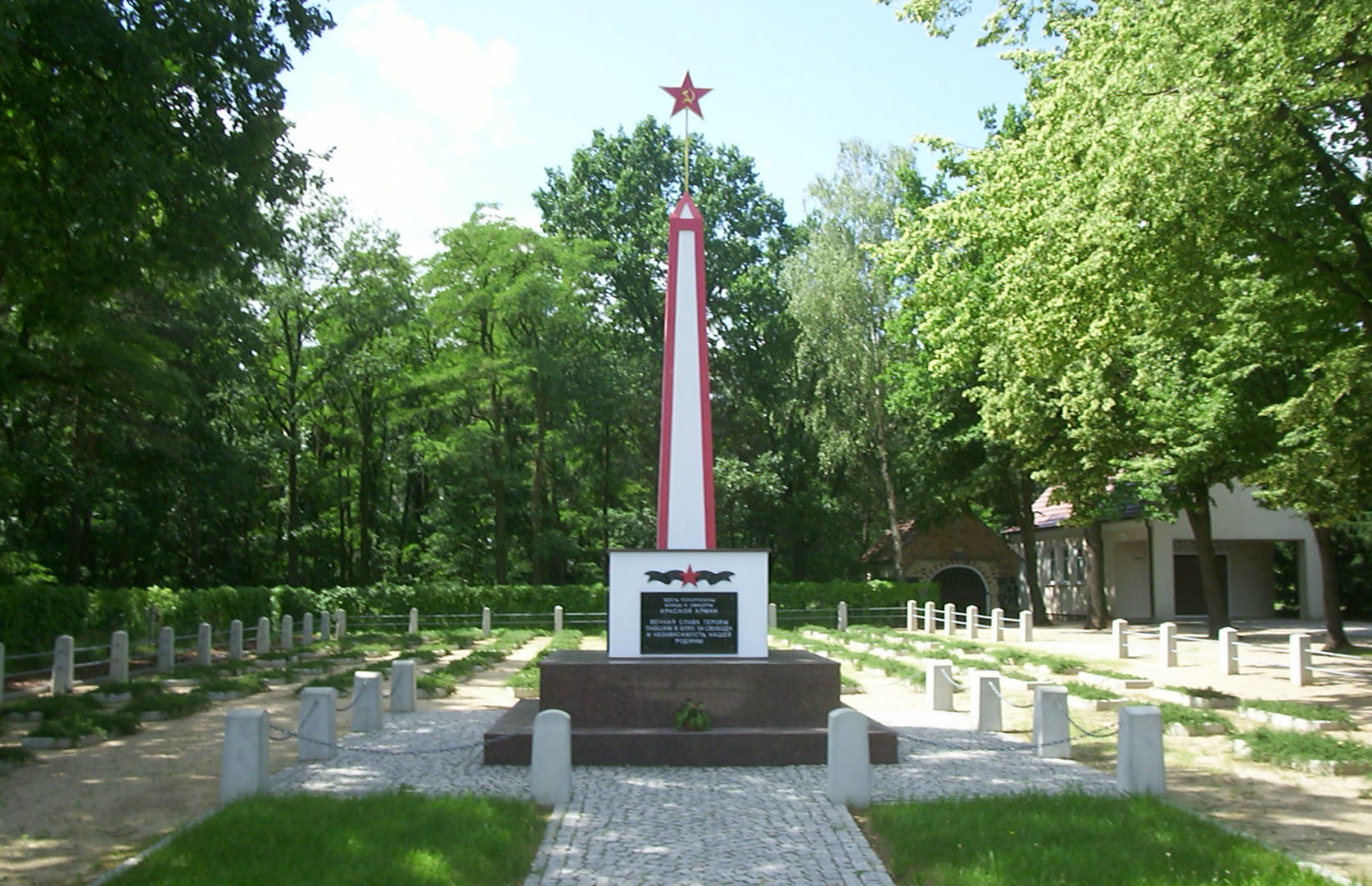
Cimitero di soldati sovietici